# بيدرو أريكو سواريز
بيدرو بونيفاسيو سواريز بيريز (بالإسبانية: Pedro Bonifacio Suárez Pérez) الشهير باسم بيدرو أريكو سواريز (بالإسبانية: Pedro Arico Suárez) (5 يونيو 1908 في كناريا الكبرى ، إسبانيا – 18 أبريل 1979 في بوينس آيرس ، الأرجنتين) لاعب كرة قدم إسباني أرجنتيني كان يجيد اللعب في مركز الوسط الأيسر وساهم في تتويج نادي بوكا جونيورز ببطولة الدوري 5 مرات كما شارك مع منتخب الأرجنتين في بطولة كأس العالم لكرة القدم 1930 مما جعله الوحيد من مواليد جزر الكناري الذي يشارك في نهائيات بطولة كأس العالم طوال تاريخها.

## السيرة الذاتية

### الأندية
ولد سواريز في الكناريا الكبرى وهاجر برفقة والديه إلى الأرجنتين عندما كان طفلا . بدأ مسيرته الرياضية سنة 1926 في نادي فيرو كاريل أويستي حتى انتقل إلى نادي بوكا جونيورز في سنة 1930 .
في موسمه الأول مع نادي بوكا جونيورز حقق بطولة الدوري ثم ساهم في تتويج النادي بنفس البطولة 4 مرات في 1931 ، 1934 ، 1935 ، و 1940 . كما ساهم في تحقيق بطولة كأس إبارغورين سنة 1940 . لعب سواريز 335 مباراة في جميع البطولات مسجلا هدف واحد وجاء في مرمى نادي بلاتينسي في 6 أغسطس 1933 والتي انتهت بالتعادل 2-2 .

## مسيرته الكروية
لعب بيدرو أريكو سواريز خلال مسيرته الاحترافية مع نادِ واحدٍ في اثنا عشر موسمًا وسجل خلالها هدفًا واحدًا ضمن 290 مباراة. ولم يفز بأي موسم بالكأس وفاز في أربعة مواسم بالدوري.
خاض بيدرو أريكو سواريز مسيرته مع نادي بوكا جونيورز في موسم 1931 ليلعب معه اثنا عشر موسمًا، مشاركًا في 290 مباراة سجل خلالها هدفًا واحدًا.

### المنتخب
شارك سواريز في أول مباراة دولية مع منتخب الأرجنتين في بطولة كأس العالم لكرة القدم 1930 . في المجمل لعب سواريز 12 مباراة دولية ما بين 1930 و 1940 .

## البطولات
- بوكا جونيورز
  - دوري الدرجة الممتازة (5) : 1930 ، 1931 ، 1934 ، 1935 ، 1940
  - كأس إبارغورين (1) : 1940

## وصلات خارجية
- بيدرو أريكو سواريز على موقع الاتحاد الدولي (مؤرشف)  (الإنجليزية)
- بيدرو أريكو سواريز على موقع قاعدة بيانات كرة القدم.إي يو (الإنجليزية)
- بيدرو أريكو سواريز على موقع ناشيونال فوتبول تيمز (الإنجليزية)
- هذا إنفورم إكسينيزي نسخة محفوظة 15 يوليو 2009 على موقع واي باك مشين.
- تاريخ كرة القدم في الكناري
- تاريخ نادي بوكا جونيورز